# زوورهوزن
زوورهوزن (به آلمانی: Suurhusen) یک منطقهٔ مسکونی در آلمان است که در هینته واقع شده‌است. زوورهوزن ۱٬۲۰۰ نفر جمعیت دارد.